# Chenoweth
Chenoweth és una concentració de població designada pel cens dels Estats Units a l'estat d'Oregon. Segons el cens del 2000 tenia 3.412 habitants.

## Demografia
Segons el cens del 2000, Chenoweth tenia 3.412 habitants, 1.311 habitatges, i 942 famílies. La densitat de població era de 197,2 habitants per km².
Dels 1.311 habitatges en un 33,9% hi vivien nens de menys de 18 anys, en un 52,6% hi vivien parelles casades, en un 14,3% dones solteres, i en un 28,1% no eren unitats familiars. En el 23,2% dels habitatges hi vivien persones soles el 12,1% de les quals corresponia a persones de 65 anys o més que vivien soles. El nombre mitjà de persones vivint en cada habitatge era de 2,56 i el nombre mitjà de persones que vivien en cada família era de 2,98.
Per edats la població es repartia de la següent manera: un 26,2% tenia menys de 18 anys, un 8,5% entre 18 i 24, un 25,1% entre 25 i 44, un 23,5% de 45 a 60 i un 16,6% 65 anys o més.
L'edat mediana era de 39 anys. Per cada 100 dones de 18 o més anys hi havia 87,6 homes.
La renda mediana per habitatge era de 32.794 $ i la renda mediana per família de 41.552 $. Els homes tenien una renda mediana de 38.856 $ mentre que les dones 19.276 $. La renda per capita de la població era de 15.497 $. Aproximadament el 15,4% de les famílies i el 15,8% de la població estaven per davall del llindar de pobresa.

## Poblacions més properes
El següent diagrama mostra les poblacions més properes.